# اللاهوت الدفاعي

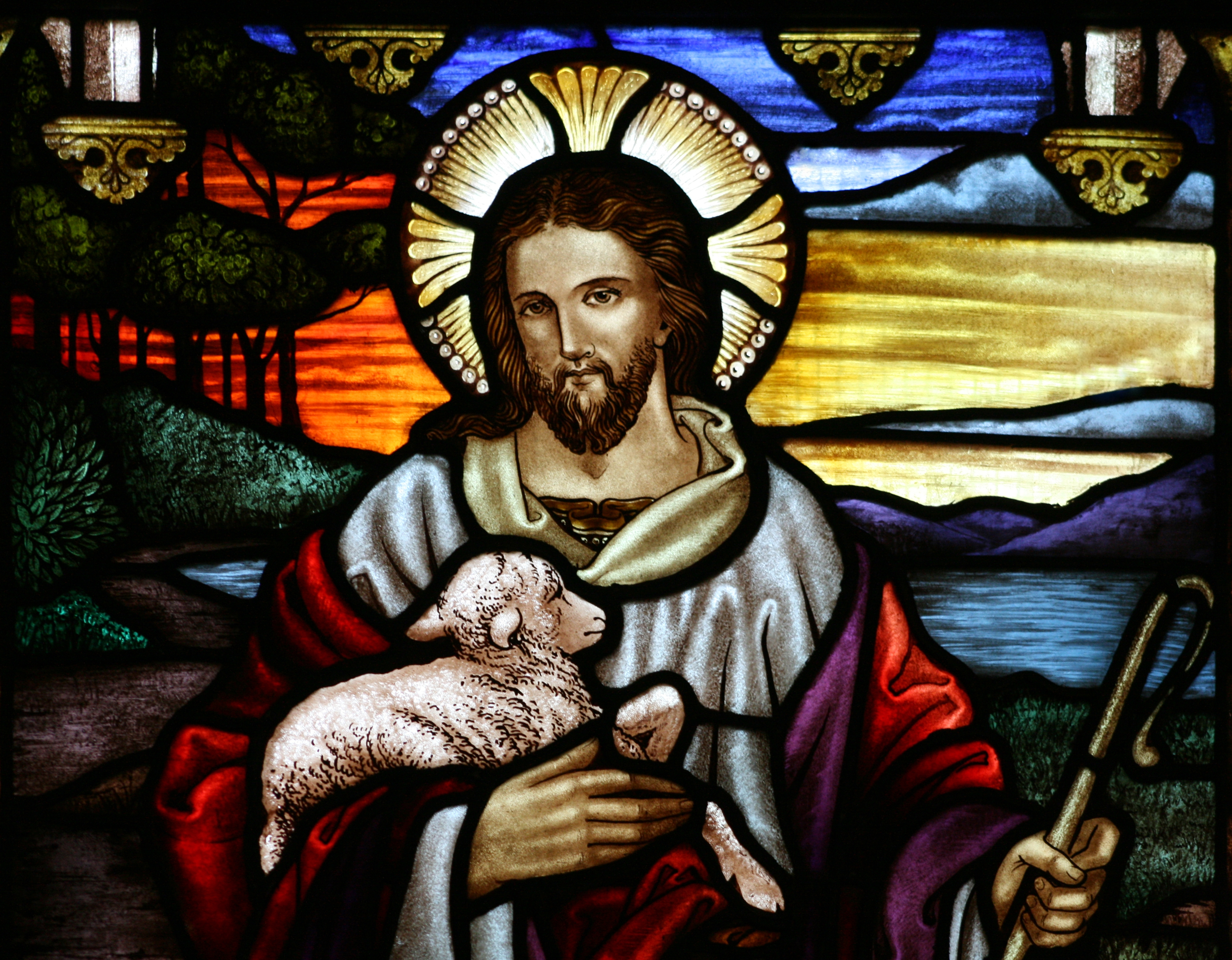

اللاهوت الدفاعي (المعروفة أيضاً بالتبريريات) هي مجال اللاهوت المسيحي الذي يهدف إلى تقديم أساس عقلاني للإيمان المسيحي والدفاع عنه ضد اعتراضات من خلال فضح العيوب الظاهرة في نظرات عالمية أخرى. وقد أخذت الدفاعيات المسيحية أشكالاً كثيرة عبر القرون، ابتداء من بولس الطرسوسي ومروراً بأوريجانوس وأوغسطينوس، وحتى المسيحية الحديثة من خلال جهود الكاتبين من مختلف التقاليد المسيحية مثل سي. إس. لويس. واستدل الدفاعيون المسيحيون بالأدلة التاريخية، والحجج الفلسفية، والتجريبات العلمية، والإقناع الخطابي وغيرها من التخصصات.

## أنواع الدفاعيات المسيحية
هناك مجموعة متنوعة من أساليب الدفاع المسيحي والمدارس الفكرية. تشمل الأنواع الرئيسية للدفاعيات المسيحية:
- الدفاعيات التاريخية والقانونية (الإثباتية)
- الدفاعيات الافتراضية
- الدفاعيات الفلسفية
- الدفاعيات النبوية
- الدفاعيات العقائدية
- الدفاعيات الكتابية
- الدفاعيات الأخلاقية
- الدفاعيات العلمية
- الدفاعيات الكتابية

تتضمن الدفاعيات الكتابية قضايا تتعلق بتأليف كتب الكتاب المقدس وتاريخها وقانونية الأسفار وعصمة الكتاب المقدس. يقوم المدافعون المسيحيون بالدفاع عن مختلف أسفار الكتاب المقدس وتفسيرها. ومن بين العلماء الذين شاركوا في الدفاع عن عصمة الكتاب المقدس: روبرت ديك ويلسون وغليسون آرتشر ونورمان غيسلر وآر. سي. سبرول. وهناك العديد من الموارد التي يقدمها المسيحيون للدفاع عن العصمة فيما يتعلق بآيات معينة. ومن الكتّاب الذين دافعوا عن موثوقية الأناجيل: كريغ بلومبرغ في كتابه «الموثوقية التاريخية للأناجيل»، ومارك دي. روبرتس في كتابه «هل يمكننا الوثوق بالأناجيل؟»، وكذلك ريتشارد بوكهام وكريغ إيفانز وداريل بوك.

### الدفاعيات التجريبية
الدفاعيات التجريبية تشير إلى الاستناد «في المقام الأول، إن لم يكن حصريًا، إلى التجربة بصفته دليل على الإيمان المسيحي.» كما أن «أصحاب هذا الرأي يرفضون الحجج العقلانية أو الأدلة الواقعية لصالح ما يعتقدون أنه تجربة تحقق ذاتي.» تؤكد هذه الرؤية على التجربة التي لم يبرزها المدافعون الآخرون بشكل صريح، وفي النهاية، يصبح المفهوم الذي يقول بأن الروح القدس يقنع القلب بالحق هو الموضوع المركزي للحجة الدفاعية.

### الدفاعيات التاريخية والقانونية (الإثباتية)
قُدِّمت مجموعة من الحجج من قِبل عدد من علماء القانون مثل سيمون غرينليف وجون وورويك مونتغومري، ومن محققين جنائيين متخصصين مثل المحقق في جرائم القتل غير المحلولة جاي وارنر والاس، وكذلك العلماء الأكاديميين في التاريخ مثل إدوين م. ياموتشي. تعرض هذه الحجج قضية تاريخية لقيامة المسيح وفقًا للمعايير القانونية الحالية للأدلة، أو تفند فرضية الأساطير الوثنية حول أصل المسيحية.

بخصوص الأدلة على تاريخية سفر أعمال الرسل، يصرح أ. ن. شيروين-وايت قائلًا:
«بالنسبة لسفر الأعمال، فإن تأكيد تاريخيته ساحق. فسفر الأعمال، ببساطة ومن منظور خارجي، لا يقل دعايةً عن الأناجيل، وهو عُرضة لتحريفات مماثلة. لكن أي محاولة لرفض تاريخيته الأساسية، حتى في التفاصيل، يجب أن تُعد الآن ضربًا من العبث. لقد اعتاد المؤرخون الرومان منذ زمن بعيد على التسليم بها... إن منهج النقد الشكّي الذي يعتمد على الأشكال الأدبية سيكون أكثر قابلية للتصديق لو كانت الأناجيل قد جُمعت في زمن متأخر بكثير... إن كتابات هيرودوت تتيح لنا اختبار سرعة نشوء الأساطير، [مُظهرةً أن] حتى جيلين من الزمن مدة قصيرة جدًا لتغليب الاتجاه الأسطوري على النواة التاريخية الصلبة.» 

### الدفاعيات الأخلاقية
تنص الدفاعيات الأخلاقية على أن الالتزام الأخلاقي الحقيقي هو واقع. قال المدافع الكاثوليكي بيتر كريف، «نحن مُلزمون حقًا وبشكل موضوعي أن نفعل الخير ونتجنب الشر.» في الدفاعيات الأخلاقية، تُركز الحجج على خطيئة الإنسان واحتياجه إلى الفداء. من أمثلة هذا النوع من الدفاعيات موعظة جوناثان إدواردز «الخاطئون في يد إله غاضب». وكذلك الكتيب الديني «القوانين الروحية الأربعة» (حملة الصليب من أجل المسيح) سيكون مثالًا آخر.

### الدفاع عن المعجزات
جادل كل من سي. إس. لويس ونورمان غايسلر وويليام لين كريغ والمسيحيون الذين يشاركون في الدفاعيات القانونية المسيحية، بأن المعجزات منطقية وقابلة للتصديق في أي مكان يُفترض فيه وجود خالق قادر على كل شيء. بعبارة أخرى، يُفترض أنه إذا كان الله موجودًا، فلا يمكن اعتبار المعجزات مستحيلة أو غير محتملة بطبيعتها.

### الدفاع الفلسفي
تركّز الدفاعيات الفلسفية أساسًا على تقديم الحجج لإثبات وجود الله، وإن كانت لا تقتصر على هذا المجال فقط. فهي لا تسعى لإثبات صحة الديانة المسيحية دون غيرها من الديانات، بل تهدف فقط إلى إثبات وجود إله خالق. وتفترض هذه الحجج – بدرجات متفاوتة – صفات القدرة المطلقة والعلم المطلق لهذا الإله؛ فبعضها يُقدِّم تصورًا لإله متدخل في شؤون العالم، بينما يتوافق بعضها الآخر مع التصور الربوبي للإله الذي لا يتدخل في الكون بعد خلقه. 
لا تدعم هذه الحجج التعددية الصارمة للآلهة، لكنها قد تُستخدم لوصف الإله الأول الذي خلق آلهة أخرى. ومع ذلك، فإن هذه الحجج لا تكون ذات صلة إلا عند تطبيقها على الإله الأول فقط (السبب الأول، الفعل الخالص، والمحرك الذي لا يتحرك). ومن المتناقض منطقيًا – من حيث المبدأ – افتراض تعدد «أفعال خالصة» أو «أسباب أولى» أو «محركات غير متحركة»، إذ إن ذلك يناقض جوهر المفهوم نفسه. 
يمكن تصنيف هذه الحجج إلى عدة فئات:
1. الحجة الكونية – تدعي أن وجود الكون يثبت وجود الله. تُقدم العديد من الحجج الرئيسية من علم الفلك وطبيعة السببية لدعم الحجة الكونية.
2. الحجة الغائية – تدعي أن هناك تصميمًا هادفًا في العالم من حولنا، وأن التصميم يتطلب مصممًا. يستخدم هذه الحجة كل من شيشرون وويليام بالي ومايكل بيهي بالإضافة إلى آخرين.
3. الحجة الأنطولوجية – تدعي أن مفهوم الله نفسه يفرض أن هناك إلهًا حقيقيًا موجودًا.
4. الحجة الأخلاقية – تدعي أن هناك قيمًا أخلاقية صحيحة موضوعيًا، وبالتالي يجب أن يكون هناك مصدر مطلق تُستمد منه هذه القيم.
5. الحجة المتعالية – تدعي أن جميع قدراتنا على التفكير والعقل تتطلب وجود الله.
6. الحجج الافتراضية – تدعي أن المعتقدات الأساسية للمتدينين وغير المتدينين تتطلب الله بصفته شرط أساسي.

تشمل الحجج الفلسفية الأخرى ما يلي:
- حجة ألفين بلانتينغا، والتي تقول إن الإيمان بوجود الله هو إيمان أساسي بطبيعته.
- رهان باسكال، وهي حجة تفترض أن البشر يراهنون بحياتهم إما على وجود الله أو على عدم وجوده. يعتقد باسكال أن الشخص العاقل يجب أن يعيش كما لو أن الله موجود.

بالإضافة إلى الحجج المؤيدة لوجود الله، حاول المدافعون عن المسيحية أيضًا الرد بنجاح على الحجج ضد وجود الله. ومن بين الحجج الشائعة ضد وجود الله هي حجة الخفاء وحجة الشر.
- حجة الخفاء: تحاول هذه الحجة أن تظهر أن وجود إله محب تمامًا غير متوافق مع وجود غير المؤمنين غير المقاومين. بمعنى آخر، إذا كان الله يحب البشر ويريد لهم أن يؤمنوا به، فكيف يمكن أن يكون هناك أشخاص لا يؤمنون به رغم أنه قادر على جعل نفسه معروفًا لهم؟
- حجة الشر: تحاول هذه الحجة أن تُظهر أن وجود الشر في العالم يجعل وجود الله غير محتمل أو مستحيلًا. هذا يعتمد على فكرة أن وجود إله كلي القدرة وكلي الصلاح يتناقض مع وجود الشر والمعاناة في العالم.

#### الدفاعيات الافتراضية
الدفاعيات الافتراضية هي منهجية بروتستانتية إصلاحية تدعي أن الافتراضات المبدئية أساسية لأي موقف فلسفي، وأنه لا توجد «افتراضات محايدة» يمكن للمسيحي أن يستند إليها في التفكير المشترك مع غير المسيحي.
هناك مدرستان رئيسيتان في الدفاعيات الافتراضية: مدرسة كورنيليوس فان تيل (وتلاميذه غريغ بانسن وجون فريم)، ومدرسة غوردون هادون كلارك.
استند فان تيل إلى أعمال عدد من الفلاسفة واللاهوتيين الكالفينيين الهولنديين، مثل د. هـ. ت. فولنهوفن وهرمان دويويرد وهنريك ج. ستوكر وهرمان بافِنك وأبراهام كايبر، لكنه لم يكن دائمًا متفقًا معهم. ويصف بانسن منهج فان تيل في الدفاعيات المسيحية بأنه يقوم على إظهار التباين في المبادئ النهائية بين المسيحيين وغير المسيحيين، ثم إثبات أن مبادئ غير المسيحيين تؤدي إلى التناقض والعبث. ويُستخدم في هذا الاتجاه ما بات يُعرف بالحجة التعالُية لإثبات وجود الله.
غوردون هادون كلارك كان يرى أن الكتاب المقدس هو الأساس الذي يقوم عليه الفكر المسيحي، وأنه لا يمكن التشكيك في هذه الأسس، ولكن يمكن مناقشة التناسق الداخلي لها. وفقًا لهذه الفكرة، لا يمكن إثبات وجود الله باستخدام وسائل تجريبية أو حجج فلسفية. في كتابه تبرير المعرفة، يجادل اللاهوتي الكالفيني روبرت إل. ريموند بأن المؤمنين لا ينبغي لهم حتى محاولة تقديم مثل هذه البراهين.

### تحقيق النبوءات
في كتابه العلم يتكلم، يرى بيتر ستونر أن الله وحده هو العالِم بالمستقبل، ويؤكد أن النبوءات الكتابية التي تحمل طابعًا قويًا قد تحققت بالفعل. أما المدافع المسيحي جوش ماكدويل، فقد وثّق النبوءات الواردة في العهد القديم التي تحققت في شخص المسيح، والتي تتعلق بنسبه ومكان ولادته وولادته من عذراء ومعجزاته وموته وقيامته. وكان المدافع بليز باسكال يرى أن النبوءات تُعد أقوى دليل على صحة المسيحية، مشيرًا إلى أن يسوع لم يكن فقط منبئًا، بل قد أُنبئ به، بخلاف ما نجده في الديانات الأخرى، وأن هذه النبوءات جاءت من سلسلة من الأشخاص امتدت على مدى أربعة آلاف سنة.

### الدفاعيات حول الأصول
يرى كثير من المسيحيين أن العلم والكتاب المقدس لا يتعارضان، وأن الحقائق العلمية تدعم الدفاعيات المسيحية. وينص التعليم المسيحي للكنيسة الكاثوليكية على أن «مسألة أصل العالم والإنسان كانت موضوعًا للعديد من الدراسات العلمية التي أغنت معرفتنا بشكل رائع... وهذه الاكتشافات تدعونا إلى إعجاب أعظم بعظمة الخالق». وقد استخدم اللاهوتي والرياضي مارين ميرسين علم الحركات السماوية بصفته دليل في أعماله الدفاعية، بينما مارس ماتيو ريتشي الدفاعيات العلمية في الصين. وفي العصر الحديث، استُخدمت نظرية الانفجار العظيم بصفتها دعم للدفاعيات المسيحية.
سعى عدد من المدافعين المسيحيين إلى توفيق المسيحية مع العلم في مسألة الأصول. وتزعم نظرية «التطور الإلهي» أن التعاليم الدينية التقليدية عن الله متوافقة مع الفهم العلمي الحديث لعملية التطور البيولوجي، وأن الله الخالق يستعمل هذه العملية في خلقه.
يؤكد دينيس لاموريو في كتابه «الخلق التطوري: نهج مسيحي تجاه التطور» أنّ «هذه النظرة إلى الأصول احتضنت بالكامل كل من المعتقدات الدينية للمسيحية الكتابية والنظريات العلمية للانفجار العظيم والتطور الجيولوجي والبيولوجي. وهي ترى أن الخالق أسس قوانين الطبيعة ويحافظ عليها، بما في ذلك آليات التطور الموجه الغائية».
يُعد عمل بيير تيار دي شاردان أحد أبرز الأمثلة تأثيرًا على محاولات التوفيق بين المسيحية ونظرية التطور، وقد كان موجّهًا في الأصل بصفته دفاعيات موجهة إلى العالم العلمي، لكنه الكنيسة الكاثوليكية أدانته لاحقًا.

#### الدفاعيات الخلقية
تهدف الدفاعيات الخلقية إلى الدفاع عن آراء حول أصل الكون تختلف عن العلم السائد، مثل الخلقية ذات الأرض الفتية والخلقية ذات الأرض القديمة. يؤمن أنصار الخلقية ذات الأرض الفتية بأن الكتاب المقدس يعلّم أن عمر الأرض يقارب 6000 سنة، ويرفضون الإجماع العلمي بشأن عمر الأرض. وهم يفسرون روايات سفر التكوين 1–11 تفسيرًا حرفيًا، بما في ذلك أعمار البشر الطويلة مثل متوشالح، والطوفان، وبرج بابل. ومن أبرز المنظمات المتخصصة في الدفاعيات الخلقية ذات الأرض الفتية: «أجوبة في سفر التكوين» (Answers in Genesis)، و«معهد أبحاث الخلق» (Institute for Creation Research)، و«حركات تبشير الخلق الدولية» (Creation Ministries International).
يعتقد أنصار الخلقية ذات الأرض القديمة أنه من الممكن التوفيق بين رواية الأيام الستة للخلق في الكتاب المقدس والإجماع العلمي القائل بأن عمر الكون 13.8 مليار سنة، وأن عمر الأرض 4.54 مليار سنة. ويرى هؤلاء، مثل عالم الفيزياء الفلكية هيو روس، أن كل يوم من أيام الخلق الستة يمثل فترة زمنية طويلة لكنها محدودة، مستندين في ذلك إلى المعاني المتعددة للكلمة العبرية «يوم» (yom)، والتي قد تعني ساعات النهار أو 24 ساعة أو حقبة زمنية، وكذلك إلى مقاطع أخرى تتناول الخلق في الكتاب المقدس.